# Davidsfonds
Davidsfonds (vzw) is een culturele netwerkorganisatie met Vlaams-christelijke wortels, gesticht in 1875 en vernoemd naar kanunnik Jan Baptist David (1801 - 1866). Samen met het socialistische Vermeylenfonds en het vrijzinnige Willemsfonds  heeft het een impuls gegeven aan de Vlaamse beweging door Nederlandstalige cultuur te promoten.
Davidsfonds is actief in heel Vlaanderen en Brussel en brengt mensen op een inclusieve manier samen rond cultuur (kunst, geschiedenis en erfgoed) en de Nederlandse taal.

## Omschrijving
Davidsfonds organiseert een brede waaier aan nationale en lokale activiteiten op gebied van taal, geschiedenis, kunst en erfgoed onder het motto Cultuur beleef je samen. In samenwerking met duizenden vrijwilligers in lokale afdelingen creëert Davidsfonds een lokaal cultureel aanbod. Naast de lokale verankering, zorgt Davidsfonds ook nationaal voor evenementen, cursussen en cultuurreizen.
Davidsfonds Uitgeverij is sinds 2015 ondergebracht bij Standaard Uitgeverij. De merknaam en de samenwerking met Davidsfonds vzw bleef hierbij behouden, waardoor er nog steeds boeken onder de imprint ‘Davidsfonds Uitgeverij’ verschijnen. 

## Geschiedenis

### 19e eeuw
Davidsfonds werd door zes bestuursleden van het katholieke studentengenootschap Met Tijd en Vlijt op 15 januari 1875 gesticht in de pastorie van priester Lodewijk Willem Schuermans in Wilsele bij Leuven met als motto Voor Godsdienst, Taal en Vaderland. 
In het Fondsenblad van 20 december 1874 had Frans de Potter een hartstochtelijk pleidooi gehouden om een katholieke tegenhanger op te richten van het vrijzinnige Willemsfonds, hij suggereerde daarbij meteen ook het te vernoemen naar kanunnik Jan Baptist David (1801 - 1866).
Davidsfonds kende meteen succes, met 2.500 leden in 27 afdelingen tijdens het eerste werkingsjaar, 7.000 leden in 1888 en 12.000 leden in 1914. De werking van Davidsfonds steunde van bij aanvang op talrijke plaatselijke afdelingen. Als gevolg van de toenemende ideologische polarisering in Vlaanderen en binnen de Vlaamse Beweging lag de nadruk van de werking oorspronkelijk sterk op het godsdienstige aspect. Tijdens de beginjaren werden bijvoorbeeld heel wat anti-vrijzinnige romans uitgegeven. Al in 1875 verscheen  de felle anti-liberale roman De geuzen in de Kempen van de Turnhoutse dokter Jan Renier Snieders. En het jaar daarop werd De Pacificatie of Bevrediging van Gent van Pierre Vincent Bets gepubliceerd, dat deze gebeurtenis in een heel ander daglicht stelde dan het het stadsbestuur van Gent en het Willemsfonds bij hun grootscheepse herdenking van de 300e verjaardag deden.
Als drukkingsgroep ijverde Davidsfonds mee voor een uitbreiding van de taalwetgeving, vanaf 1883 zelfs in samenwerking met het Willemsfonds.

### 20e eeuw
Het Davidsfonds werd een van de voornaamste organisatoren van de herinnering aan Guido Gezelle. Het eerste initiatief werd het organiseren van een geldinzameling die het in 1906 ingehuldigde praalgraf op het Brugs kerkhof financierde. Het groot standbeeld van Gezelle in Brugge, in 1930 ingehuldigd, was hoofdzakelijk aan het Davidsfonds te danken. Verschillende herinneringsborden aan huizen, ter nagedachtenis van Gezelle, kwamen er op initiatief van het Davidsfonds.
De Eerste Wereldoorlog verlamde bijna volledig de werking van de vereniging. Na de bevrijding kende Davidsfonds een snelle heropleving door op politiek vlak het Vlaams minimumprogramma te ondersteunen dat de minimale Vlaamse eisen van de gematigde Vlaamsgezinden inzake taalwetgeving binnen Vlaanderen en België vertolkte. Het ledenaantal kende in 1932 een eerste hoogtepunt, met 74.000 leden in 421 afdelingen.
Na de Tweede Wereldoorlog hervatte Davidsfonds overal in Vlaanderen de lokale werking, maar het ledenaantal daalde ten gevolge van maatschappelijke evoluties (de opkomst van de televisie, de uitbouw van een bibliotheeknetwerk, nieuwe organisaties voor volwassenenvorming, de ontkerkelijking).
In het midden van de jaren 1960 kwam er een diepgaande vernieuwing met nieuwe boekenreeksen, specifiek vormingswerk en professionalisering. Davidsfonds zette zich in deze periode onder meer in voor de vastlegging van de taalgrens, culturele autonomie en Leuven-Vlaams. Samen met het Willemsfonds en het socialistische Vermeylenfonds bleef het impulsen gegeven aan de Vlaamse Beweging door Nederlandstalige cultuur te promoten. Het was een van de stichtende leden van het Overlegcentrum van Vlaamse Verenigingen (OVV).
Vanaf de jaren 1980 ijverde Davidsfonds voor meer Vlaamse autonomie via nieuwe staatshervormingen. Tegelijk stimuleerde Davidsfonds als cultuurnetwerk ook de culturele werking van haar afdelingen. Het aantal activiteiten steeg daardoor spectaculair: van ca. 5.500 per jaar in 1984 tot bijna 11.000 in 2004. Dit leidde tot een significant grotere publieksparticipatie op vlak van cultuur. Er werd in de jaren ’80 gestart met nieuwe initiatieven zoals de cursussen, waaruit een afzonderlijke instelling groeide: Universiteit Vrije Tijd Davidsfonds vzw (vanaf 2013 omgedoopt tot 'Davidsfonds Academie vzw' en sinds 2021 ingekanteld bij Davidsfonds vzw).
Het aantal uitgegeven boeken steeg van ca. 25 (in 1984) naar ca. 125 per jaar. De uitgeverij van Davidsfonds werd in Vlaanderen marktleider voor jeugdboeken en voor boeken omtrent geschiedenis. In 1982 werd de publicatie van boeken in een aparte nv ‘Davidsfonds Uitgeverij’ ondergebracht. Sindsdien worden de boeken ook via de gewone boekhandel verkocht.
In de 20e eeuw kregen de leden van Davidsfonds het ledenmagazine ‘Davidsfonds Cultuurmagazine’ in de bus dat vier keer per jaar verscheen.

### 21e eeuw
Medio 2010 kreeg de organisatie een nieuw logo en een nieuw motto: Cultuur beleef je samen. De huisstijl en website werden eveneens vernieuwd. Davidsfonds wil een einde maken aan de vooroordelen dat het een grijze, oubollige en gesloten organisatie is. De voorzitter zei in dit verband: "Davidsfonds wil zich in de toekomst gaan profileren als een ambitieus en open cultuurnetwerk met respect voor de Vlaams-christelijke wortels en aandacht voor de taal."
Naast vormelijke veranderingen werd de structuur van Davidsfonds transparanter gemaakt. Men pakte begin 2011 uit met een nieuw initiatief: 'Toast Literair' in de vorm van een nationaal literair ontbijt. Het nieuwe Davidsfonds blijft ijveren voor meer cultuur in Vlaanderen en Brussel. Een van de evenementen die hiertoe bijdraagt zijn de jaarlijks terugkerende Nachten van de Geschiedenis, telkens in de week van 11 november. Een andere publiekstrekker is de Zomerzoektocht.
In december 2015 kondigde Davidsfonds aan dat het financieel niet haalbaar bleef om de uitgeverij te behouden. De uitgeverij, vooral bekend om zijn kinder- en jeugdboeken en werken over taal, kunst en geschiedenis, leed verlies. Ze werd overgenomen door WPG Uitgevers (Standaard Uitgeverij). Voortaan zou Davidsfonds zich opnieuw op haar kerntaak als sociaal-culturele vereniging richten.
Om de lees- en schrijfvaardigheid van de jeugd te bevorderen, organiseert Davidsfonds de jaarlijkse Junior Journalist wedstrijd. In 2019 startte Davidsfonds met de Schoolbibbon, een initiatief om aan klasbibliotheken meer boeken te schenken. Sindsdien kregen ongeveer 530 scholen meer dan 110.000 euro ter beschikking voor de aankoop van nieuwe jeugd- en kinderboeken. Onder het motto Taal is toekomst wil de vereniging nog sterker inzetten op de Nederlandse taalkennis en taalvaardigheid.
In het uitdagende jaar 2020 schakelde Davidsfonds over op digitale alternatieven op vlak van cultuuraanbod en vormingen. Het ledenmagazine ‘Davidsfonds Cultuurmagazine’ werd omgedoopt tot ‘Het Accent’.
Davidsfonds verhuisde in 2021 de hoofdzetel van het Quinten Metsysplein naar De Hoorn, de oude brouwerij van Stella Artois aan de Vaartkom (Sluisstraat).

## Structuur

### Voorzitters
| Tijdspanne   | Voorzitter                              |
| ------------ | --------------------------------------- |
| 1875 - 1878  | Paul Alberdingk Thijm                   |
| 1878 - 1898  | Pieter Willems                          |
| 1898 - 1911  | Joris Helleputte                        |
| 1898 - 1910  | Désiré Claes (waarnemend voorzitter)    |
| 1910 - 1911  | Emiel Vliebergh (waarnemend voorzitter) |
| 1911 - 1925  | Emiel Vliebergh                         |
| 1925 - 1938  | Arthur Boon                             |
| 1938 - 1966  | Arthur Janssen                          |
| 1966 - 1970  | Gerard Beuselinck                       |
| 1970 - 1972  | Raymond Derine                          |
| 1973 - 1977  | Carlo Heyman                            |
| 1977 - 1986  | Clem De Ridder                          |
| 1986 - 1995  | Lieven Van Gerven                       |
| 1996 - 2001  | Fernand Vanhemelryck                    |
| 2001 - 2016  | Peter Peene                             |
| 2016         | Danny De Raymaeker                      |
| 2017 - heden | Peter De Wilde                          |

### Onderdelen
Davidsfonds nationaal bestaat uit vier onderdelen:
- Davidsfonds Evenementen: meer dan 350 plaatselijke afdelingen en 4.000 vrijwilligers verspreid over heel Vlaanderen en Brussel organiseren zo’n 10.000 culturele evenementen per jaar. Kleinere (zoals concerten, lezingen, culturele daguitstappen, leesgroepbijeenkomsten,…) maar ook grotere zoals Vers Geperst, Nachten van de Geschiedenis, Toast Literair, Junior Journalist en de Zomerzoektocht. Aan de grote evenementen doen telkens duizenden mensen mee.

- Davidsfonds Academie: op meer dan 70 plaatsen in Vlaanderen en Brussel delen experten hun kennis over geschiedenis, kunst, muziek, zingeving, taal en actualiteit. Daarnaast organiseert Davidsfonds Academie dagevenementen bij tentoonstellingen, concerten, festivals, theatervoorstellingen… Tijdens de corona-lockdown in 2020 startte Davidsfonds Academie met een online Academie waarbij geïnteresseerden webinars en online cursussen volgen. Post-corona kantelde Davidsfonds Academie vzw in onder Davidsfonds vzw. Zowel de online vormingen als de cursussen en evenementen op locatie zetten ze verder.

- Davidsfonds Cultuurreizen: elk jaar worden er, samen met reisorganisatie Omnia Travel, meer dan 100 cultuurreizen in Europa en de rest van de wereld georganiseerd. De cultuurreizen kenmerken zich door een hoogstaand cultureel programma, prominente reisbegeleiders (auteurs, journalisten, professoren ...), bijzondere verblijfsaccommodaties en telkens een beperkte groep geïnteresseerde reizigers per cultuurreis.

- Davidsfonds Uitgeverij: onder deze imprint komen diverse onderwerpen aan bod zoals o.a. geschiedenis, toerisme en lifestyle, actualiteit en zingeving, kunst en muziek, romans en jeugdboeken. Een aantal bekende schrijvers en illustratoren bij Davidsfonds Uitgeverij zijn: Dirk Bracke (†2021), Edward De Maesschalck, Eva Mouton, Ruth Verstraeten, Sven Nordqvist, Dimitri Leue en cartoonist Lectrr. Davidsfonds geeft ook de Roets historische kalender uit, die in 2010 de ANV-Visser Neerlandia-prijs kreeg.